# Simulator vožnje
Simulator vožnje automobila је sistem koji oponaša ili simulira, doživljaj vožnje automobilom, koliko je to u stvarnosti moguće. Postoji nekoliko vrsta simulatora vožnje, od video-igre do celog automobila postavljenog na hidrauličnim cilindrima ili elektromehaničkim baterijama.

## Simulator u obuci vozača
Simulator vožnje je učilo koje se koristi u obuci vozača za podučavanje o bezbednosti u saobraćaju, podizanje ekološke svesti i učenje korisnika da predvide rizične situacije. Učenje na simulatoru se obavlja kroz scenarije obuke koji pokrivaju osnovnu obuku vozača, evaluaciju i naprednu obuku pod različitim uslovima puta, saobraćaja i vremenskim uslovima. Simulator se još koristi za testiranje osnovnih funkcija vozača kao što su upravljanje, ubrzanje i kočenje, a na osnovu tih rezultata procenjuje se da li je vozač sposoban za bezbednu vožnju.

## Ekološka vožnja
Sistemi za simulaciju obuke za ECO vožnju je rešenje za smanjenje potrošnje goriva i operativnih troškova. Razvija ekonomski, ekološki i sigurniji način vožnje zahvaljujući edukativnim sadržajima. Ovo rešenje izračunava potrošnju goriva, korišćenje parametara kao što su kočenje, ubrzavanje, promene stepena prenosa. Svi parametri su dostupni i mogu se proveriti i uporediti kako biste dobili ideju o tome kako poboljšati rezultate.

## Procena rizika
Modul za sigurnu vožnju će korisnike naučiti kako da izbegnu rizičnu vožnju, manje stope nesreća na putu, kao i operativne i medicinske troškove koje prouzrokuju. Shodno tome, ovo rešenje za simulaciju vožnje poboljšaće vozne kapacitete i poboljšati rezultate obuke i konačne vozne performanse.